# 福住町 (臺南市)
福住町，為台灣日治時期台南市之行政區，包括清代舊街名大廠口、媽祖樓、草藔後、磚仔埕、試經口、普濟殿、中街。

## 名稱
1916年（大正5年）規劃町名改正時，原擬名「媽祖樓町」。臺南廳審查後，改為「福住町」並呈報總督府，同年11月3日公告。1919年（大正8年）4月1日正式實施。
據當時的報紙臺灣日日新報報導，係本島人要求才改名為福住町。另外，福住町為「純本島人町」，1939年統計資料指出福住町本島（臺灣）籍居民有4910人、內地（日本）籍僅1人。

## 町內設施
一丁目
- 媽祖樓天后宮
- 普濟殿

二丁目

## 相關
1. ↑  黃偉嘉. . 臺灣文獻. 2015-03, 66 (1): 161–180. （原始内容存档于2016-07-13）.
2. ↑  臺南廳告示第93號
3. ↑  臺南廳告示第19號
4. ↑  《臺南新町名と丁目數》，臺灣日日新報，1916年9月22日，版1